# Kono Taeko
Kono Taeko (河野多惠子; Osaka, 30 aprile 1926 – Tokyo, 29 gennaio 2015) è stata una scrittrice giapponese.
Fra le maggiori esponenti della letteratura giapponese femminile del novecento, è attiva principalmente negli anni sessanta. La creazione di mondi utopici e fantastici, il continuo ricorso a parodia e satira, la forte privatizzazione delle argomentazioni ed i continui riferimenti allo sfondo sociale sono solo alcune caratteristiche della sua scrittura.
Fra le sue opere ricordiamo Kani ("granchio"; 1963) in cui la protagonista Yuko, malata di tubercolosi, si dedica all'ossessionata ricerca di granchi insieme al nipote, vana come la ricerca di una nuova identità femminile ancora da scoprire.